# Carey Bell
Carey Bell, geboren als Carey Bell Harrington (Macon (Mississippi), 14 november 1936 – Chicago, 6 mei 2007), was een Amerikaanse bluesharpspeler.

## Biografie
Als kind bewonderde Bell de muziek van Louis Jordan. Hij wilde ook saxofoon spelen, maar zijn familie kon dat niet betalen. Daarom speelde hij de 'Mississippi-saxofoon', de bluesharp. Hij leerde zichzelf op de mondharmonica spelen. Zijn voorbeelden waren DeFord Bailey, Big Walter Horton, Marion 'Little Walter' Jacobs en Sonny Boy Williamson I en II. Op 13-jarige leeftijd speelde hij in de band van zijn peetvader Lovie Lee. 
In 1956 ging Bell met Lee naar Chicago. Hier leerde Bell van Little Walter, Sonny Boy Williamson II en Big Walter Horton. Met de toenemende populariteit van de elektrische gitaar verloor de bluesharp zijn aantrekkingskracht en leerde Bell elektrische bas spelen met Hound Dog Taylor. Hij speelde soms bas met Robert Nighthawk, Johnny Young en Big Walter, maar bleef de bluesharp spelen in de bands van Muddy Waters en Willie Dixon. In 1972 werd het album Big Walter Horton uitgebracht met Carey Bell, het jaar daarop het eerste soloalbum van Bell. Bell bleef spelen met Dixon, wiens album Living Chicago Blues (1978) werd genomineerd voor een Grammy Award. 
Tijdens de jaren 1980 werd Bell voornamelijk live gehoord, vaak in een duo met Louisiana Red en  in 1990 nam hij het album Harp Attack! op met Junior Wells, James Cotton en Billy Branch, dat een bestseller werd voor Alligator Records. Het soloalbum Deep Down (1995) trok ook de aandacht buiten het bluescircuit. Als de beste mondharmonicaspeler ontving hij dit jaar ook de Living Blues Award. Bell was ook actief in Duitsland. In 1994 nam hij het album Good Unterstandig op met de Berlijnse bluesband East Blues Experience. Carey Bell was op tournee tot kort voor zijn dood en bracht albums uit, vaak vergezeld door zijn zoon en bluesgitarist Lurrie Bell.

## Overlijden
Carey Bell overleed in mei 2007 op 70-jarige leeftijd aan hartfalen.

## Discografie

### Alben
- 1969: Carey Bell's Blues Harp (Delmark Records)
- 1973: Last Night (One Way)
- 1977: Heartaches and Pain (Delmark Records)
- 1982: Goin' on Main Street (Evidence Records)
- 1984: Son of a Gun (P-Vine Records)
- 1990: Dynasty! (JSP Records)
- 1991: Mellow Down Easy (Blind Pig Records)
- 1995: Carey Bell & Spike Ravenswood (Saar)
- 1995: Deep Down (Alligator Records)
- 1997: Good Luck Man (Alligator Records)
- 2003: All-Star blues jam (Telarc Blues) (Bob Margolin, Carey Bell, Pinetop Perkins, Willie Smith, Hubert Sumlin)
- 2004: Second Nature (Alligator Records)
- 2007: Gettin' Up: Live at Buddy Guy's Legends Rosa's (Delmark Records)
- 2009: Superharps II (Telarc Distribution)
- 2009: Brothers in Blues (Chrisly Records)

### DVD und Video
- 2007: Carey en Lurrie Bell - Gettin' Up

- Biblioteca Nacional de España: XX851724
- Bibliothèque nationale de France: cb138913079 (data)
- Gemeinsame Normdatei: 134325303
- International Standard Name Identifier: 0000 0000 5951 4541
- Library of Congress Control Number: n87101286
- MusicBrainz: 02284ac3-460d-4c28-9bcd-2103ac75ede9
- Nationale Bibliotheek van Tsjechië: xx0062673
- Nederlandse Thesaurus van Auteursnamen: 096354453
- SNAC: w6ht61gq
- Virtual International Authority File: 79577827
- WorldCat: E39PBJbRkTTHYBfmHVP779jcT3